# F-Zero 99
F-Zero 99 è un videogioco di corse online gratuito pubblicato il 14 settembre 2023 per Nintendo Switch, disponibile tramite il servizio di abbonamento Nintendo Switch Online (NSO).
Sviluppato da Nintendo Software Technology, è il primo gioco della serie F-Zero dall'uscita di Climax nel 2004. George Yang di Digital Trends all'annuncio del titolo ha definito F-Zero "la serie più trascurata di Nintendo".
In modo simile alle esclusive NSO come Tetris 99 e Pac-Man 99, il gioco riutilizza gli stessi asset e gameplay del gioco F-Zero del 1990 e lo ricontestualizza come un battle royale.

## Modalità di gioco
I giocatori potranno scegliere gli stessi veicoli e tracciati del gioco originale. Il sistema di aumento della velocità ricorda quello che ha debuttato in F-Zero X. Ogni macchina è dotata di un contatore di energia con due scopi: prima di tutto è una misura della salute della macchina, che viene ridotta in caso di incidenti o attacchi da parte dei corridori avversari, in secondo luogo viene utilizzata per incrementare la velocità del veicolo a condizione di sacrificare energia. La modalità principale consiste in una singola gara online con un massimo di 99 giocatori, le altre modalità comprendono Grand Prix, Battaglia a squadre e Tracce Pro.